# Eiskunstlauf-Europameisterschaft 1925
Die 24. Eiskunstlauf-Europameisterschaft fand am 7./8. Februar 1925 in Triberg im Schwarzwald statt.

## Ergebnis

### Herren
| Platz | Sportler          | Land            |
| ----- | ----------------- | --------------- |
| 1     | Willy Böckl       | Österreich      |
| 2     | Werner Rittberger | Deutsches Reich |
| 3     | Otto Preissecker  | Österreich      |
| 4     | Georges Gautschi  | Schweiz         |
| 5     | Ludwig Wrede      | Österreich      |
| 6     | Paul Franke       | Deutsches Reich |

## Quelle
- European figure skating championships 1922–1929. Skatabase, archiviert vom Original am 28. August 2008; abgerufen am 18. Mai 2018 (englisch).
- the-1925-european-figure-skating